# ぽたぽた焼
ぽたぽた焼（ぽたぽたやき）は日本の亀田製菓が製造・販売する煎餅の商品名。

## 概要
1986年に発売され、以降、定番商品として人気が高い。味は発売から同じではなく、時代に合わせて変化させてある。
名称は、「おばあちゃんが火鉢で煎餅を焼く際に醤油をぽたぽたと垂らしつける様子」から付けられたと考えられている。
一般に煎餅に裏表は存在しない。ぽたぽた焼も味つけ工程までは、一般的な煎餅同様に表も裏もなく加工される（途中でひっくり返っても、そのまま工程が進行する）。しかしながら味付け工程では片面のみに砂糖醤油での味付けがされ、反対側は塩味のみとなる。また、砂糖醤油で味つけされた面がパッケージ表を向くように包装されている。このため、ことぽたぽた焼に限って言えば、砂糖醤油で味付けされたほうが「表」で、逆が「裏」となる。味つけ工程以降は出荷を終えるまで表裏が逆にならないよう、工場でシステム化され管理しているので、裏と表を逆にしてパッケージしたことによる商品ロスはほとんどない。
2021年のGooランキングによるアンケート調査「一番おいしい！亀田製菓のお菓子ランキング」では、ぽたぽた焼は4位であった。

## パッケージイラスト
「日本の田舎のおばあちゃん」をイメージした着物に割烹着で座布団に座るおばあちゃんのイラストがメインキャラクターとして長い間、消費者に愛されている。
2011年にこのイラストが大きく変更され、火鉢で煎餅を焼いている姿から、火鉢は描かれなくなり煎餅を頬張る姿に変更になった。ネット上ではこの変化から「おばあちゃんの現役引退に伴う交代」という説が飛び交い、物議が起きた。
亀田製菓の広報担当の説明では、火鉢そのものが家庭から無くなり、身近な物とは言えなくなったなどの生活様式の変化にともなうデザイン変更であるとのこと。
2015年時点で以下の4種類のおばあちゃんのイラストがあり、ストーリー仕立てとなっている。
1. 煎餅を小分けされた袋から出す。
2. 煎餅を食べる。
3. 煎餅を食べ終え、口をハンカチで拭く。
4. 茶碗を持ちお茶を飲もうとする。

パッケージイラストから火鉢が消えた2011年は甘さを抑えるなど味の改良とサクサク感を増すといった改良を加えており、2010年比で売り上げは上昇し、リニューアル版の発売3か月間で商品を初購入した人が増えたことから、リニューアルは好評だったと亀田製菓は判断している。
なお、2012年10月に限定販売した「はちみつしょうが味」、2013年9月に限定販売した「メープル味」のパッケージイラストではショウガをすりおろす、メープルを塗るといったおばあちゃんが調理する姿が描かれている。
2023年8月からパッケージイラストが順次変更、ヨシタケシンスケの作画となる。

## パッケージ裏面
パッケージ裏面に「おばあちゃんの知恵袋」と題した生活の工夫やコツ、教訓が記されており、これも人気の一端となっていた。
また、「なぞなぞ」が記載されていた時期もあり、難問であるとSNS上で話題となった。

## 原材料・カロリー
原材料
煎餅
- うるち米

味付け
- でん粉
- 食塩
- 粉末しょうゆ
- いわし魚醤パウダー
- 酵母エキス
- 加工でん粉
- トレハロース
- 調味料（アミノ酸）
- 酸化防止剤（ビタミンE）

カロリー
1枚当たり29.5キロカロリー。